# Лора Келлі
Лора Джин Келлі (англ. Laura Jeanne Kelly; нар. 24 січня 1950) — американський політик, з 2019 року обіймає посаду 48-го губернатора Канзасу. Член Демократичної партії, вона представляла 18-й округ у Сенаті Канзасу з 2005 по 2019 рік. Келлі була обрана губернатором у 2018 році, перемігши кандидата від Республіканської партії Кріса Кобача. У 2022 році вона була переобрана, перемігши з невеликим відривом кандидата від Республіканської партії Дерека Шмідта.